# Rue d'Aumale (Paris)
Ne doit pas être confondu avec Rue d'Aumale (19e arrondissement de Paris).
Pour les articles homonymes, voir Rue d'Aumale et Aumale.
La rue d’Aumale est une rue du 9e arrondissement de Paris.  

## Situation et accès
Longue de 220 mètres, elle commence au 45,  rue Saint-Georges et finit au 24, rue de La Rochefoucauld. Elle est en sens unique en direction de la rue de La Rochefoucauld.
Le quartier est desservi par la ligne 12 à la station Saint-Georges.

## Origine du nom

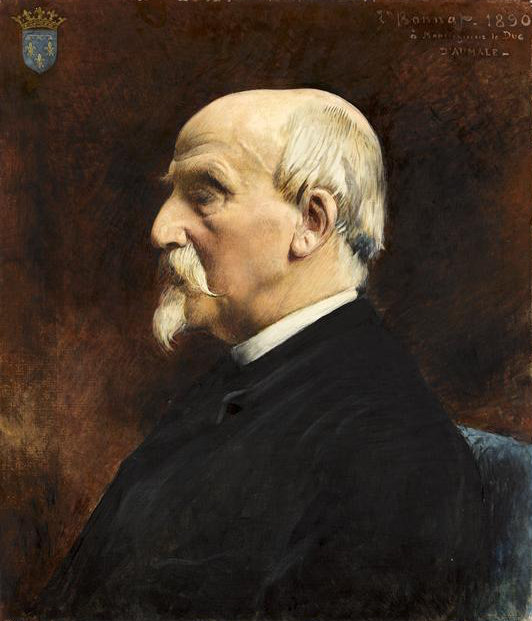
Le duc d’Aumale vers la fin de sa vie.

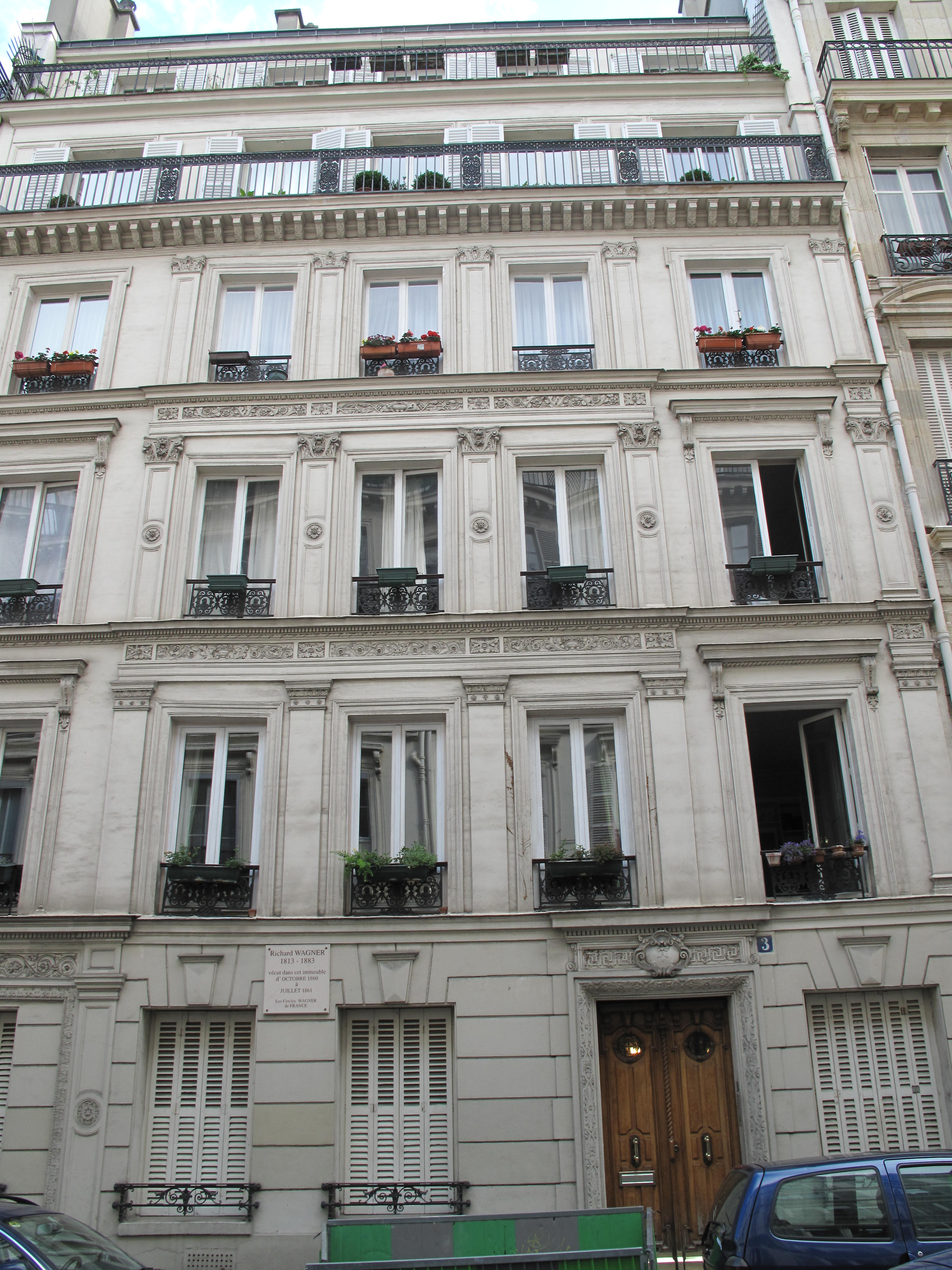
Immeuble du no 3.

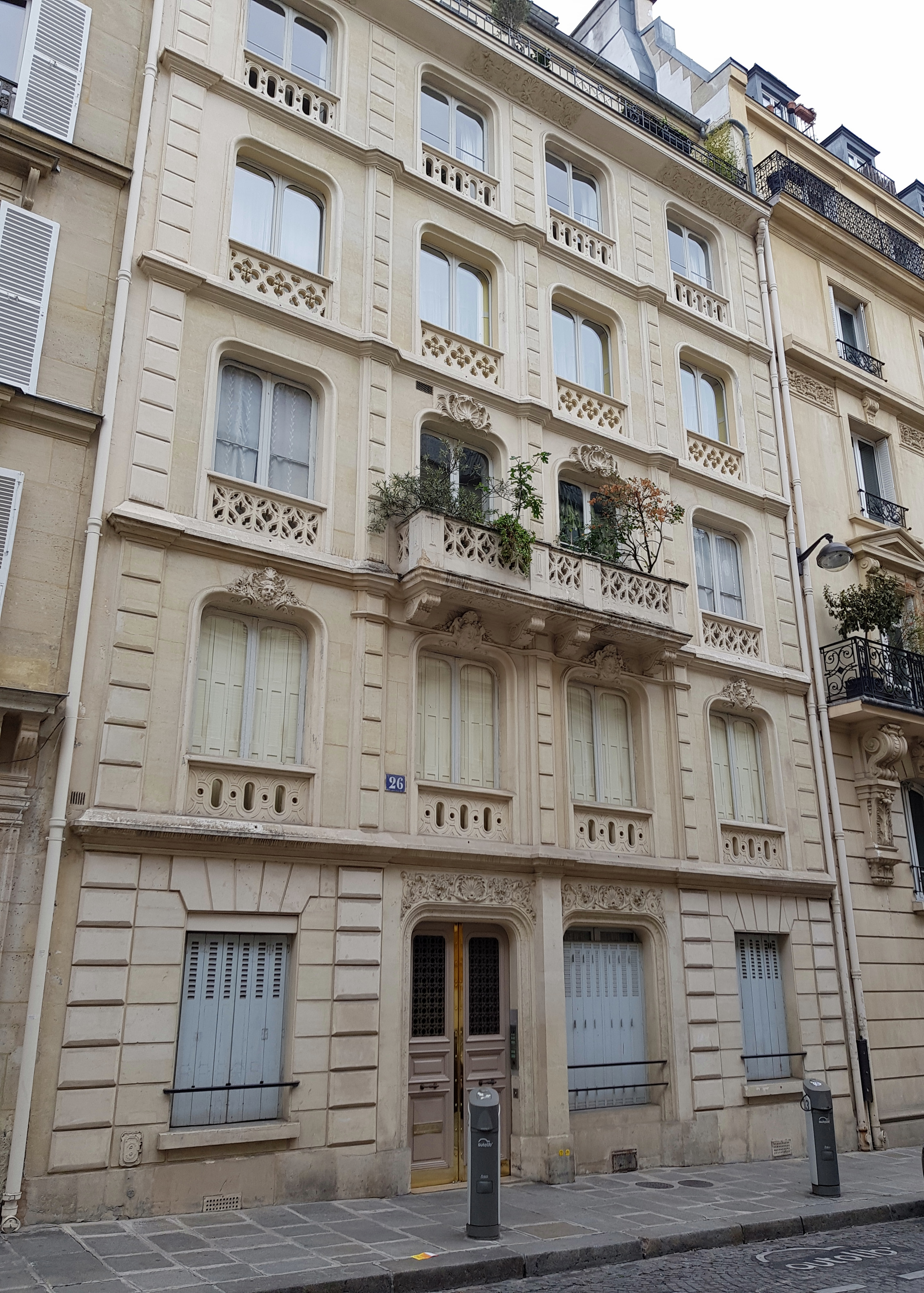
Immeuble du no 26.

Elle porte le nom de Henri d’Orléans (1822-1897), duc d’Aumale, un des fils de Louis-Philippe Ier (roi des Français de 1830 à 1848).

## Historique
Cette voie est ouverte sous sa dénomination actuelle par un ordonnance du 14 septembre 1846. 
Jusqu’en 1869, il a existé une autre rue d'Aumale dans le 19e arrondissement de Paris (après l’annexion de la commune de La Villette par Paris), qui reçut alors le nom de rue de l'Aisne.

## Bâtiments remarquables et lieux de mémoire
- No 3 : Richard Wagner (1813-1883) vécut dans cet immeuble[1] d’octobre 1860 à juillet 1861.
- No 12 : l’historien François-Auguste Mignet (1796-1884) vécut et mourut dans cet immeuble, comme le signale une plaque en façade.
- No 14 : la créatrice de bijoux Suzanne Belperron (1900-1983) vécut dans cet immeuble[2].
- No 15 : le 4 février 1976, un industriel est enlevé dans le hall de l’immeuble ; il est finalement libéré après 34 jours de détention et le versement d’une rançon de 10 millions de francs[3].
- No 21 : André Citroën (1878-1935) y partagea un appartement au dernier étage avec son frère Bernard[4].
- No 24 : ancien hôtel du comte François Clary ; Françoise Hardy y habite durant sa jeunesse[5],[6].
- No 26 : immeuble de rapport Louis-Philippe à la décoration néo-Renaissance élevé en 1849, contemporain du percement de la rue[7].

## Galerie

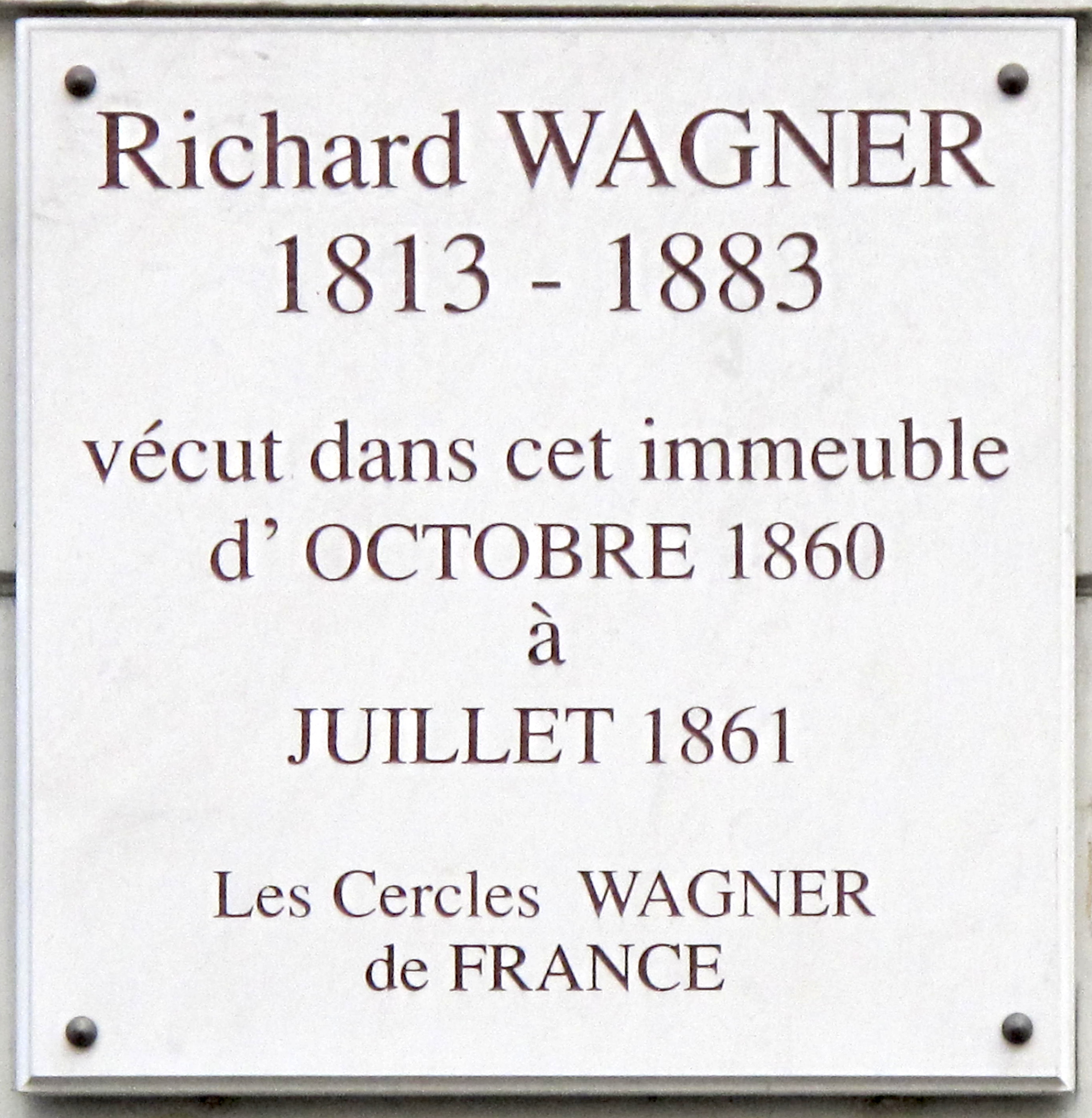
Plaque commémorative au no 3.
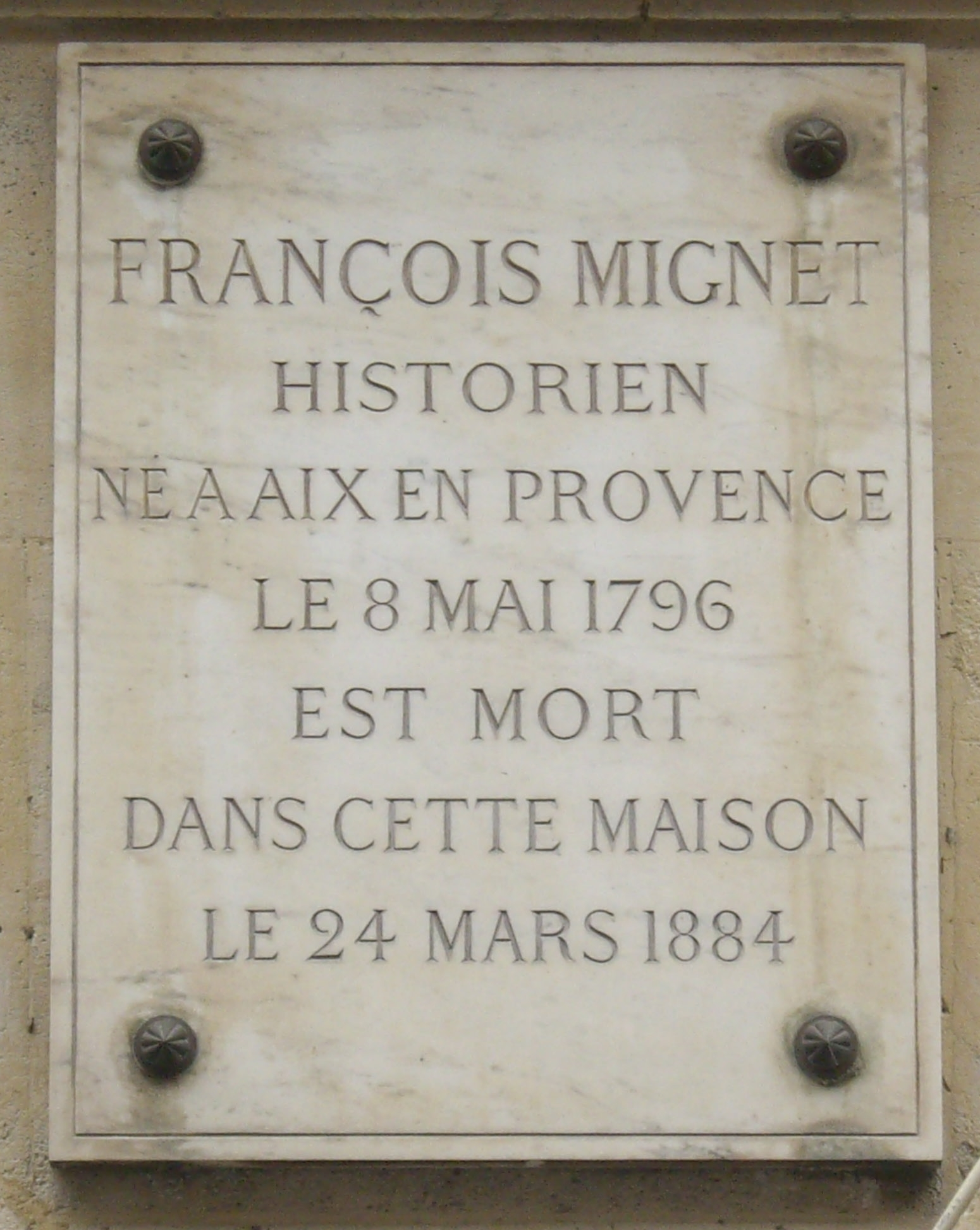
Plaque commémorative au no 12.